# Episodi di Mysticons (seconda stagione)
La seconda stagione della serie animata Mysticons è stata trasmessa negli Stati Uniti D'America su Nickelodeon dal 13 gennaio 2018. In italiano la stagione è inedita.
| n  | Titolo originale                     | Titolo italiano | Prima TV USA      |
| -- | ------------------------------------ | --------------- | ----------------- |
| 1  | Three Mysticons and a Baby           |                 | 13 gennaio 2018   |
| 2  | Star-Crossed Sisters                 |                 | 20 gennaio 2018   |
| 3  | Scream of the Banshee                |                 | 27 gennaio 2018   |
| 4  | The edge of two morrows              |                 | 3 febbraio 2018   |
| 5  | Twin stars unite                     |                 | 10 febbraio 2018  |
| 6  | The Dragon's rage                    |                 | 17 febbraio 2018  |
| 7  | The mask                             |                 | 24 febbraio 2018  |
| 8  | Save the date!                       |                 | 21 aprile 2018    |
| 9  | Happily never after                  |                 | 28 aprile 2018    |
| 10 | The lost scepter                     |                 | 5 maggio 2018     |
| 11 | Total eclipse of the golden heart    |                 | 12 maggio 2018    |
| 12 | The last dragon                      |                 | 19 maggio 2018    |
| 13 | Game of phones                       |                 | 19 maggio 2018    |
| 14 | The fozed Who saved lotus night      |                 | 6 settembre 2018  |
| 15 | Heart of Stone                       |                 | 7 settembre 2018  |
| 16 | Monster Hunt                         |                 | 10 settembre 2018 |
| 17 | The princess and the pirate          |                 | 11 settembre 2018 |
| 18 | Eternal Starshine of the Mage’s Mind |                 | 12 settembre 2018 |
| 19 | Fear the spectral hand               |                 | 13 settembre 2018 |
| 20 | Age of dragons                       |                 | 14 settembre 2018 |